# Berthold Sprotte
Berthold Sprotte (31. Juli 1846 in Breslau, Königreich Preußen – nach 1903) war ein deutscher Theaterschauspieler.

## Leben
Sprotte war der Sohn eines königlichen Regierungsbeamten. Nachdem er auf Liebhabertheatern wiederholt mit Erfolg aufgetreten war und am Sommertheater in Breslau 1865 den „Ruben“ in Deborah gespielt hatte, entschloss er sich, den Bühnenberuf zu ergreifen. Er nahm Unterricht bei Direktor August Bäcker in Oldenburg und trat 1865 sein erstes Engagement in Görlitz an, wo er als „blauer Ritter“ in Otto von Wittelsbach debütierte. 1866 kam er nach Altona, 1867 nach Liegnitz, 1868 nach Glogau, 1869 nach Rostock, 1870 nach Aachen und trat 1872 in den Verband des Oldenburger Hoftheaters ein. Bis dahin vertrat er das Fach der jugendlichen Liebhaber in Schau- und Lustspiel und ging dann in das Fach des ersten Helden und Bonvivants über. Er erzielt fortab in Rollen wie „Esser“, „Egmont“, „Tell“, „Posa“, „Orest“, „Holofernes“, „Othelo“, „Faust“ etc. sowie im Lustspiel als „Bolz“, „Bolingbroke“, „Salfeld“, „Laurentius“ in Maria Magdalena ausgesprochene Erfolge. 1874 bis 1878 wirkte er in Breslau, 1878 bis 1883 in Bremen, 1883 bis 1884 in Freiburg, 1884 bis 1885 in Nürnberg, 1885 bis 1886 in Augsburg, 1886 bis 1887 in Königsberg, 1887 bis 1889 in Halle und trat dann in den Verband der Hofbühne in Braunschweig, wo er als „Tell“ und „Hagen“ im Gefängnis debütierte. Er vertrat dort das Fach der Heldenväter. Auch in Repräsentationsrollen wirkte er sehr erfolgreich.